# Британський союз за скасування вівісекції
Британський союз за скасування вівісекції (BUAV) (англ. British Union for the Abolition of Vivisection) — британська організація, що займається захистом тварин, домагається скасування будь-яких дослідів на тваринах. Заснована в 1898 році ірландською активісткою Френсіс Пауер Кобб. Здійснює освітню, дослідницьку, лобістську, аналітичну і юридичну діяльність, націлену на припинення використання тварин в будь-якого роду експериментах. До завдань організації входить також поширення інформації про альтернативні експериментальні методи, які не пов'язані з використанням тварин.
У 2012 році BUAV об'єднався з New England Anti-Vivisection Society, щоб створити нову міжнародну організацію для протидії тестуванню косметики на тваринах — Cruelty Free International. Ініціатором був прихильник BUAV Рікі Герве. У 2015 році материнська організація об'єдналася в цю нову організацію, взявши її назву та брендинг для всіх своїх заходів.

## Історія
BUAV був заснований 14 червня 1898 року Френсісом Пауер Коббе під час публічної зустрічі в Брістолі, Англія. Спочатку відомий як Британський Союз, або «Союз», він виступав проти використання собак у вівісекції і наблизився до досягнення успіху законопроєктом про собак (про захист) 1919 року, який майже став законом. Попередня дискусія щодо об'єднання з Національним товариством боротьби з вівісекцією (NAVS), що відбулася на початку 1960-х років під керівництвом секретаря Комітету NAVS Вільфреда Рісдона, не могла бути успішно завершена. В останні роки його успішно лобіював британський уряд у скасуванні усного тесту LD50 у 1990-х роках. BUAV також активно брав участь у лобіюванні, що призвело до прийняття в Європейському Союзі 7-ї поправки до Директиви про косметику, яка фактично забороняла як тестування косметичних товарів, так і їхніх інгредієнтів на тваринах, а також продаж продуктів в ЄС, які пройшли випробування на тваринах у будь-якій точці світу.
В останні роки організація зосередила свою увагу на ряді напрямків, включаючи просування продуктів, не тестованих на тваринах.